# Sonja Landweer

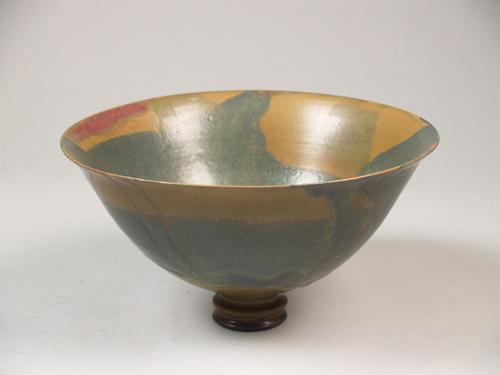
Cuenco esmaltado de Sonja Landweer, 1962.

Sonja Landweer (Ámsterdam, 20 de abril de 1933-15 de diciembre de 2019) fue una artista y ceramista neerlandesa que vivió y trabajó en Irlanda, conocida por sus fundiciones en bronce, pátinas únicas y sus formas sutiles.

## Trayectoria
Landweer nació en Ámsterdam, era la mayor de tres hijos de la artista y maestra alemana Erna Benter-Landweer y del funcionario de registro civil, el neerlandés Pieter Landweer. Estudió cerámica en la Academia Gerrit Rietveld a principios de la década de 1950,y abrió su propio estudio de arte en 1954.
En 1962 participó en la exposición de seis jóvenes ceramistas de Ámsterdam en el Museo Boijmans Van Beuningen, junto con Hans de Jong, Jan de Rooden, Johan van Loon, Jan van der Vaart y Johnny Rolf, que significó el renacimiento de la cerámica artesanal en los Países Bajos. En 1965 fue invitada a mudarse a Irlanda para revitalizar la artesanía y el diseño irlandés como parte de un grupo de artistas internacionales, donde conoció a Barrie Cooke con quien tuvo un hijo, llamado Aoine, en 1966. Fue artista residente en Kilkenny Design Workshops y docente. Allí entró en contacto con Lance Clark de C. & J. Clark, al que inspiró para desarrollar su diseño de calzado Desert Trek. En 1981 se incorporó a la institución irlandesa Aosdána y siguió dibujando, pintando, grabando, haciendo joyería y cerámica.

## Reconocimientos
Landweer recibió el Verzetsprijs en los Países Bajos en 1964. También recibió el premio artístico en la Biennale Internationale de Ceramique d'Art, Vallauris, Francia en 1974 y el premio honorífico de 1992 de NCAD.

## Obra en colecciones públicas
La obra de Landweer se encuentra en varias colecciones públicas de todo el mundo, una selección:
- Museo Frans Hals, Haarlem
- Museo de Cerámica Princessehof
- Museo Estatal de Hildesheim, Alemania
- Museo de Artes Decorativas, Copenhague
- Museo del Úlster